# Nanna Koerstz Madsen
Nanna Koerstz Madsen (nascida em 23 de outubro de 1994) é uma jogadora profissional dinamarquesa de golfe que joga nos torneios da Ladies European Tour (LET).
Tornou-se profissional em 2015 e representou Dinamarca na competição feminina de golfe nos Jogos Olímpicos de Verão de 2016, realizados no Rio de Janeiro, Brasil. Terminou em décimo segundo lugar no jogo por tacadas individual.